# Друг (фильм)
«Друг» — советский художественный фильм-притча с элементами фантасмагории, поставленный режиссёром Леонидом Квинихидзе по мотивам пьесы Эдуарда Акопова «Пёс» и снятый на киностудии «Мосфильм» в 1987 году.

## Сюжет
Фильм начинается цитатой Ивана Бунина из рассказа «Сны Чанга»:

Не всё ли равно, про кого говорить? Заслуживает того каждый из живущих на земле.

История о дружбе запойного пьяницы (Сергей Шакуров) и говорящей собаки (ньюфаундленд Ютгай, голос Василия Ливанова), которая лучше людей понимает, что значит быть настоящим человеком, и пытается помочь человеку возвратиться к самому себе.
Колюн, запойный пьяница, ходит по «птичьему рынку» и выпрашивает деньги, которых ему якобы не хватает на покупку животного для больного ребёнка. За ним наблюдает мужчина (Анатолий Ромашин) с собакой, отзывает Колюна в сторону и говорит, что отдаст ему пса, да ещё и приплатит за это. Колюн соглашается. Мужчина трогательно прощается с псом. Колюн возвращается на работу в химчистку, привязывает собаку у входа и посылает своего собутыльника Митьку за водкой. Но выпить им не даёт бдительная начальница (Галина Польских). Колюн устраивает скандал. Начальница грозит отправить его на лечение в ЛТП. По дороге домой Колюн покупает себе выпивку, но собака роняет бутылки с лестницы, а потом ещё и начинает разговаривать. Собака называет себя Другом. Она пытается разбудить в Колюне нормального человека, убедить, что пить больше не нужно. Однако Колюн сначала не обращает на Друга внимания, он только задаётся вопросом, как тот с ним разговаривает, не открывая рта, и принимает его за черта. Но тот заставляет Колюна заниматься физкультурой, совершать утренние пробежки, бросать пить. Волей-неволей Колюн потихоньку перестаёт пить. Он сближается с Другом, беседует с ним, хотя между ними часто возникают размолвки. Колюн рассказывает Другу о своём прошлом. Мы узнаём, что Колюн был интеллигентным человеком, играл на аккордеоне, достиг в этом деле больших успехов, признанных иностранными экспертами; был женат, имеет семилетнюю дочь, живущую с матерью, ещё молодой и красивой женщиной. Колюн решает встретиться с дочерью. Однако эта попытка заканчивается неудачно: Колюн, встретившись с дочерью, признался в том, что он её отец. Девочка заплакала и позвала мать, которая, выбежав во двор, стала кричать, а Колюн вместе с Другом спрятался за забор.
В одно утро к Колюну пришёл Митька в компании живодёров. В первые дни знакомства с Другом Колюн написал два письма Митьке, в первом докладывая ситуацию, а во втором — прося помощи. Хотя Друг умоляет Колюна не открывать, он открывает и, проникшись жалостью к собаке, просит живодёров поступить с собакой «полегче, чтобы не было больно, вывезите куда-нибудь за город и отпустите». Самого Колюна, вручив ему «комиссионные», выталкивают из квартиры.
Двое санитаров входят в квартиру Колюна и видят его совершенно пьяным.
Чёрно-белая съёмка. ЛТП. Спустя некоторое время Колюн возвращается домой. Он идёт по улице домой в берете и кедах, заторможенный, как в тумане. Зайдя в свою квартиру, Колюн открывает форточки, садится на тумбу и сжимает в руках мячик, который он подарил Другу. Колюн плачет. Дверь в квартиру открывается, заходит Друг и, виляя хвостом, идёт к хозяину… Цветной стоп-кадр.

## В ролях
- Сергей Шакуров — Николай Никитин («Колюн»), бывший артист «Москонцерта»
- ньюфаундленд Ютгай — Друг (роль озвучил — Василий Ливанов)
- Анатолий Ромашин — хозяин Друга
- Виктор Уральский — Митька, собутыльник Колюна
- Галина Польских — Элеонора Францевна, директор химчистки
- Игорь Ясулович — Андреич, сосед Колюна
- Елена Соловей — хозяйка абрикосового пуделя Джери
- Татьяна Кочемасова — бывшая жена Колюна
- Наталья Коренченко — Лена, дочь Колюна

## Съёмочная группа
- Автор сценария: Эдуард Акопов
- Режиссёр-постановщик: Леонид Квинихидзе
- Оператор-постановщик: Евгений Гуслинский
- Художник-постановщик: Евгений Черняев
- Композитор: Александр Розенбаум

## Производство
На роль Колюна пробовались Лев Дуров и Лев Борисов.
Леонид Квинихидзе попросил Александра Розенбаума спеть написанные им песни по другому, поэтому в фильме песни звучат в отличной манере от оригинала.
Для съёмок сцены выхода Колюна из ЛТП Сергей Шакуров готовился заранее. По его признанию, для того, чтобы его герой выглядел «полуфабрикатом» и «недочеловеком», в которого он превратился после лечения, он пил литрами зелёный чай по ночам ради получения нужного вида для своего героя.

### Песни в фильме
В фильме звучат песни Александра Розенбаума, записанные для картины звукорежиссёром Владимиром Виноградовым:
- «Вальс-бостон» («На ковре из жёлтых листьев в платьице простом»)
- «О холодах» («Я ломился в закрытую дверь…»)
- «Нарисуйте мне дом»
- «Ретро» («На день рожденья твой я подарю тебе букет свежих роз…»)
- «По снегу…» («По снегу, летящему с неба…»)

## Фестивали и награды
- 1988 — ВКФ (Всесоюзный кинофестиваль): Сергей Шакуров — Приз за лучшую мужскую роль